# 父岛事件
父岛事件，又称小笠原事件，是第二次世界大战末期发生的一起日军食人事件。从1945年2月23日至3月25日期间，驻守小笠原群岛父岛的日本陆军和海軍先后杀害了八名关押于要塞中的美国海军飞行员战俘，并肢解、烹食了其中五人的肉。食人的目的并非为了缓解饥荒，而仅仅是以“鼓舞士气”为名义的泄愤。日本投降后，美国海军陆战队进驻父岛，日军食人真相败露。食人事件的相关军官被美国军事法庭作为战犯惩处，其中五人处以死刑。由于大量事件细节在取证和审判过程中公之于众，父岛事件成为二战日军众多食人罪行中最骇人听闻的案例之一。

## 背景
父岛位于东京东南约980（610英里）处，是小笠原群岛的主岛，也是除硫磺岛外其中最大的一个岛。由于其险要的地理位置和起伏多变的地形，早在1921年，日本陆军就开始在父岛建设炮台等军事设施。太平洋战争爆发后，日本加快了父岛军事化的进度，将其打造成一座拱卫绝对国防圈的要塞。除了陆军外，海軍也加入到建设工程中，在父岛设置大量海岸炮、高射炮、碉堡，并备有机场和无线电通讯站等。在23.45平方（9.05平方英里）的岛上，驻扎了六个陆军连队和一个海军航空队，总计超过13,550人。其工事之完善，兵力之密集，可与硫磺岛媲美。
随着日军在馬里亞納群島及帛琉戰事的节节败退，小笠原群岛日益成为美军的攻击目标。由于父岛处于美军从马里亚纳群岛至日本本土的空袭路线上，中太平洋群岛上的日军会将美军的行动通过父岛的无线电中继站转报东京的大本营，父岛安设的防空火力也对美军轰炸机构成了严重威胁。为此，美国海军舰载机时常从航母上出动，攻击岛上的日军阵地和海上的货船。在交战中，一些美军战机被父岛上猛烈的高射炮火击落，从此音讯全无。其中的大部分飞行员被美军认定为阵亡，但事实上，有少数飞行员坠落于父岛及其附近海域，沦为日军俘虏。
和新几内亚等東南亞日占岛屿粮草寸断、饿殍遍野的情况不同，父岛和日本本土之间的运输线一直处于畅通状态，因為父島不在美軍跳島戰術路徑之上。所以，直到日本投降，该岛守军都能源源不断地得到蔬菜、肉类甚至清酒供应。但小笠原群岛驻军司令立花芳夫少将对此仍不满足，总希望能有一些特别的“下酒菜”，便心生杀俘取肉的念头。1945年2月，美军开始进攻硫磺岛，身处275（171英里）外的父岛守军人人自危，迫近的威胁促使日军将领最终下定决心，赶在美军对父岛有所行动、大难临头之前，将所有战俘全部解决。

## 经过
按照立花少将的命令，日军首先处决俘虏中的下级士官，以煽动将士对美军士兵的仇恨。1945年2月23日，五天前被俘的两名TBM復仇者式轟炸機飞行员，19岁的马弗·马尔尚（Marvie W. Mershon）和格雷迪·约克（Grady Alvan York, Jr.）少尉在父岛的一处墓地被处决。次日，日军挖出了马尔尚的肝脏，并砍下了他的一条大腿，割出长1英尺（30）、宽4英寸（10）、重约6英磅（2.7）的瘦肉，包好后送到立花的司令部，和鱼肉、蔬菜、面条等一道做成了丰盛的壽喜锅。在场的所有军官都吃得非常尽兴，一醉方休，立花甚至还要求“再来一碗”。
这只是一系列食人事件的开始。宴席过后，在中国战场就曾杀人吃肉的陆军第308连队长的场末勇少佐把这件事告诉了海軍的吉井静雄大佐，后者彼唱此和，决定对海军关押的俘虏也同样处置。这一次经过了事前计划，指定军医前往处决现场，负责解剖遗体，摘出肝脏。2月28日下午，新泽西出身的19岁美军无线电员詹姆斯·戴伊（James "Jim" W. Dye, Jr.）被带到吉井的司令部，随后被斬首。遗体被军医剖开，取出肝脏，经过烹调后由吉井大佐和的场少佐等人分而食之。其他部分的肉也被日军士兵割下来，煮成了肉汤。
1945年3月14日，美军宣布硫磺岛战役胜利结束。作为报复，父岛守军加快了处决美军战俘的进度。3月17日，吉井大佐派人以审讯为由，从看护美国战俘的堀江芳孝陆军少佐和日裔美國人岩竹信明等人处带走了24岁的美国海军中尉沃伦·沃恩（Warren Earl Vaughn），并当着150名海军将士的面将他斩首。行刑后，吉井大佐随即让军医松下兼久肢解了沃恩的遗体，肝脏被用来做当天的晚餐，其余部分再次被割肉煮汤喝了。
3月25日，24岁的美军飞行员弗洛伊德·霍尔（Floyd Hall）也遭处决。事实上，早在16天前的3月9日，他的命运就被日本人决定了。当天的场少佐发布了一道命令：

一、大隊欲食用美国飞行员霍尔中尉之肉

二、冠中尉應負責此肉之配給

三、坂部軍醫應参加行刑，並摘除肝脏及胆囊

昭和20年3月9日 午前9時 大隊長 陸軍少佐的場末勇
行刑当日，霍尔中尉被带到警卫室外的一个弹坑边，父岛上的卫生兵都奉命到场。的场少佐接连命令三名士兵行刑，却都被以“有损名誉”为由拒绝。最终在他的逼迫下，一名姓中村的伍长用军刀砍下了霍尔的头颅。森国造海军少将随即命令士兵用刺刀对遗体进行刺杀训练。接着，全体卫生兵走上前来，负责解剖的寺木军医切开了霍尔的胸腹，边解剖边向卫生兵们展示心、肺、胃和肠的位置。同时，他把霍尔的肝脏切下来，用玻璃纸包好。随后，他开始切霍尔的左腿，砍到肌腱处就换剪刀剪。最后一共得到约8英磅（3.6）的大腿肉，送到的场少佐的指挥所。当天晚上，的场和其他陆军军官设宴招待森少将，将霍尔的肝脏切块用竹签串起来，加上蔬菜和酱油，做成一顿日式烤串。席间陆海军军官交杯换盏，大快朵颐。至于拒绝食用的军官，则被的场等人嗤之以鼻，赶出宴席。
根据历史学家田中利幸战后的统计，关押于父岛的盟军战俘死亡率高达75%，远远高于日本平均值27.1%。只有极少数的飞行员在父岛附近坠落后能幸免于难，其中就包括日后的第41任美国总统，乔治·H·W·布什。1944年9月2日，当时还是中尉的布什驾驶TBM復仇者式轟炸機从聖哈辛托號航空母艦上起飞，执行对父岛夜明山上无线电通讯站的轰炸任务。行动中，他的座机被高射炮击落，机组三人中只有他一人成功跳伞，落入海中。当他打开充气救生筏时，看见日军已派出几艘小船正准备抓他。他立刻联想起澳大利亞战俘伦纳德·西弗利特被日军斩首的那张照片，便拼命朝远离父岛的方向划。直到三小时后，精疲力尽的他被在附近游弋的美軍长须鲸号潜艇救起，才最终虎口逃生。

## 调查与审判

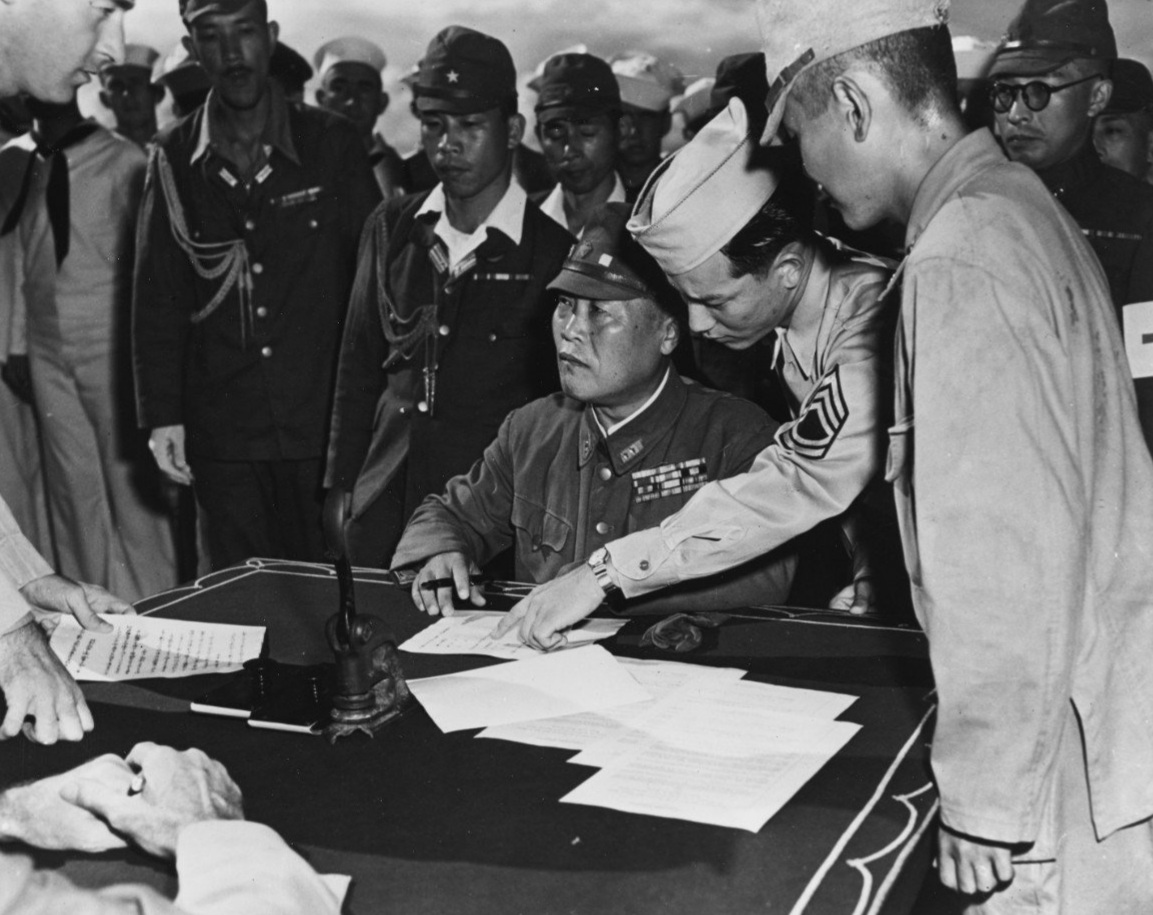
1945年9月3日，立花芳夫在小笠原群岛签署投降书

父岛守军终日对美军即将到来的进攻殚精竭虑，但进攻最终没有发生，因为根据跳島戰術，父岛并不在美军的登陆目标内。1945年8月15日，日本宣布无条件投降，父岛守军放下武器，悉数向美军投降。9月3日，立花芳夫中将和森国造少将分别代表日本陆海軍签署投降文书。投降后，美国海军陆战队上校普雷斯利·里西（Presley Rixey）向日军将领询问当时在父岛落难的美军飞行员的下落。日军一方面谎称他们在美军的空袭中被炸死，另一方面加紧毁尸灭迹的工作。尽管日军将领统一了口徑，但其手下的士官关于战俘问题却闪烁其词，引起了里西上校的怀疑。通过大范围走访和搜索，美军逐渐掌握了日军杀害并分食美军飞行员的犯罪事实。1946年1月1日，在堀江芳孝陆军少佐的协助下，参与食人事件的相关军官被美军悉数逮捕，并在关岛成立搜集证据的“调查委员会”和审判的“战犯委员会”，负责进一步检察工作。
1946年8月5日，由美国海军主持的关岛战犯审判开庭，共有25名日军作为被告被起诉。由于没有考虑到现代战争的交战方会有如此野蛮的行径，日内瓦公约中竟没有关于如何惩罚食人的条款，国际法中也没有将食人作为战争罪行的前例。于是法庭只能以“杀人”和“毁坏遗体并妨碍其有尊严地下葬”为罪名起诉。被告方先后以“东西道德有别”、“父岛粮食不足”等为由予以辩护，但都被逐一驳回。法庭还出示了海军陆战队逮捕被告时的证据，证明当时立花芳夫体态肥胖，且日军栖身的洞穴中仍储有大量食材和清酒，粮食缺乏不能自圆其说。最终，关岛法庭宣布所有被告罪名成立。立花中将、吉井大佐、的场少佐等五名主犯被判处绞刑。立花中将在判决时被扒光了衣服，只剩一条裤衩，以示羞辱。包括森少将在内的五人被判处无期徒刑（森国造后来因荷蘭東印度群島戰役中的战争罪行另行审判，交由荷兰绞决）。至于负责砍头和肢解的15名士兵，也全被美军作为战犯判处5年至20年不等的有期徒刑。

## 后续
1969年，在白菊遗族会的运作下，爱媛县护国神社为立花芳夫和其他21名作为乙級和丙级战犯被盟军法庭处决的爱媛县军人竖立了一块“殉国二十二烈士之碑”，其碑文如下：
大东亚战争后的战争审判是世界历史中污辱性的一章。对于牺牲者的遗族而言，乃永远无法消除之恨。
来自爱媛县的二十二名烈士出于大节置恩仇于度外，为了祖国的弥荣从容就义，成为和平的牺牲者。现已转为神座上的尊灵。
如今，战败的祖国取得了令世人刮目相看的发展，亚洲各民族也相继实现了独立的夙愿。
21世纪是日本的世纪，愿在天的英灵永远守护我们的祖国。
愛媛縣護國神社在21世纪繼續紀念此二十二名烈士。
1989年1月7日，裕仁天皇在东京去世。2月24日，乔治·H·W·布什作为美国总统出席了天皇的葬礼。葬礼结束后，这位当年差点被日军吃掉的总统对旁人说道：“现在，我才能够考虑原谅日本人犯下的罪行。”

## 争议
曾任第二鱼雷艇队少尉候补生的土屋公献在2008年的一次报告会中表示，他在父岛和沃恩中尉有过数次交谈的机会，在行刑当天他也在场。本来应由他处死沃恩中尉，但最终改由参军学生中一名拥有剑道四段资格者执行，土屋则在沃恩附近目睹了行刑的全过程。在POW研究会（戰俘研究会）的采访中，土屋承认有极度饥饿以致“丧失理智”的士兵把沃恩的尸体挖走，但坚称“人肉宴”的说法并非事实。对此，该研究会的泽田猛认为，土屋的说法与现有资料出入较大，仍需结合关岛军事法庭的纪录进行比照研究。但同时他也认同，战后的军事法庭在公正性方面多少会受“成王败寇”思想的影响。

### 引用
1. ↑  稲葉慎 2004，第26頁.
2. ↑  堀江芳孝 1984，第134頁.
3. 1 2  エルドリッヂ 2008，第127頁.
4. ↑  エルドリッヂ 2008，第131頁.
5. ↑  Bradley 2008，第10頁.
6. 1 2  エルドリッヂ 2008，第137頁.
7. 1 2  . 2008. （原始内容存档于2017-08-05）. （页面存档备份，存于）
8. ↑  エルドリッヂ 2008，第138頁.
9. ↑  Bradley 2008，第219頁.
10. 1 2  エルドリッヂ 2008，第139頁.
11. ↑  Bradley 2008，第217-218頁.
12. ↑  秦郁彦 2005，第264頁.
13. ↑  Bradley 2008，第192頁.
14. ↑  Hearn 2003，第139-140頁.
15. ↑  Bradley 2008，第266頁.
16. ↑  Bradley 2008，第267-268頁.
17. ↑  Hearn 2003，第153頁.
18. ↑  エルドリッヂ 2008，第141頁.
19. ↑  Bradley 2008，第269頁.
20. 1 2  Bradley 2008，第270-273頁.
21. ↑  Hearn 2003，第122頁.
22. 1 2 3 4  エルドリッヂ 2008，第153-154頁.
23. ↑  Wise Jr. & Baron 2014，第11頁.
24. ↑  Galdorisi & Phillips 2009，第84頁.
25. ↑  Hearn 2003，第23頁.
26. ↑  エルドリッヂ 2008，第145頁.
27. ↑  エルドリッヂ 2008，第152頁.
28. ↑  Erickson 1965，第108頁.
29. ↑  Bradley 2008，第386頁.
30. ↑  白菊遺族会愛媛県支部 (编). . 1969年. 碑文見兩排照片的第二排左起第二張照片 （日语）.
31. ↑  河合勤. . 伊予史談. No. 312号. 1999年1月  [2024-05-07]. （原始内容存档于2024-01-02） （日语）.
32. ↑  . 2007. （原始内容存档于2018-10-05）. （页面存档备份，存于）
33. ↑   (PDF). 愛媛縣護國神社社報. No. 82 (愛媛縣護國神社). 2013年10月10日: 3  [2024年5月7日]. （原始内容 (PDF)存档于2016年8月14日） （日语）.
34. ↑  IDSA 1989，第891頁.
35. ↑  澤田猛 2008.

### 文献
- Bradley, James. . Little, Brown and Co. 2008: 416  [2017-07-27]. ISBN 9780759508323. （原始内容存档于2021-10-10）.
- . IDSA News Review on East Asia (Institute for Defence Studies and Analyses). 1989, 3 (7-12): 891.
- Erickson, George E. . Washburn Law Journal (Washburn University School of Law). 1965, 5: 89-111.
- Galdorisi, George; Phillips, Thomas. . Voyageur Press. 2009: 642. ISBN 9780760323922.
- Hearn, Chester G. . Greenwood Publishing Group. 2003: 226. ISBN 9780275980818.
- Wise Jr., James E.; Baron, Scott. . McFarland. 2014: 252. ISBN 9781476615684.
- 稲葉慎. . 図書出版 南方新社. 2004: 123. ISBN 9784861240157.
- 堀江芳孝. . 歴史と人物 (中央公論社). 1984, 14 (14): 120-35.
- 秦郁彦. . 文藝春秋. 2005: 426. ISBN 9784167453077.
- 澤田猛. . POW研究会. 2008. （原始内容存档于2017-07-11）.
- エルドリッヂ, ロバート・D. . 図書出版 南方新社. 2008: 526. ISBN 9784861241406.

## 延伸阅读
- 鹰扬. 阎京生 , 编. . 战争史研究 (内蒙古人民出版社). 2010, (第35期): 2-33. ISBN 720404651X.
- 永尾俊彦. . 三一書房. 1996: 216.